# Anckarstierna
Anckarstierna var en svensk friherrlig adelsätt, adlad 4 november 1682, friherrlig 27 januari 1692. Ätten utdog 1780 13/11.

## Dansk Anckarstierna
I de senare åren har namnet använts av en dansk medborgare, "Baron & Friherre Hans Anckarstjerna" (1941–2015), som i pressen har pretenderat vara den adliga släktens huvudman och "Baron & Friherre". Hans Anckarstjerna stämde även svenska staten och en svensk medborgare, David Anckarstierna, för namnintrång. Justitiekanslern avslog Hans Ankarstjernas krav på skadestånd för namnintrång den 17 maj 2001. År 2003 publicerade genealogen Lotta Nordin information som dokumenterade att Hans Anckarstjerna var född Hans Ankerstjerne Bertelsen och tog namnet Anckarstjerna 22 februari 1989.
Denne Anckarstierna stammar på sin fars möderne från den danska släkt, Ankerstjerne, som menar sig ha släktskap med den svenska adliga ätten.
Det finns inga dokumenterade medlemmar av släkten Anckarstierna efter 1780, vare sig i Sverige eller Danmark.